# Mare Nostrum (film, 1926)

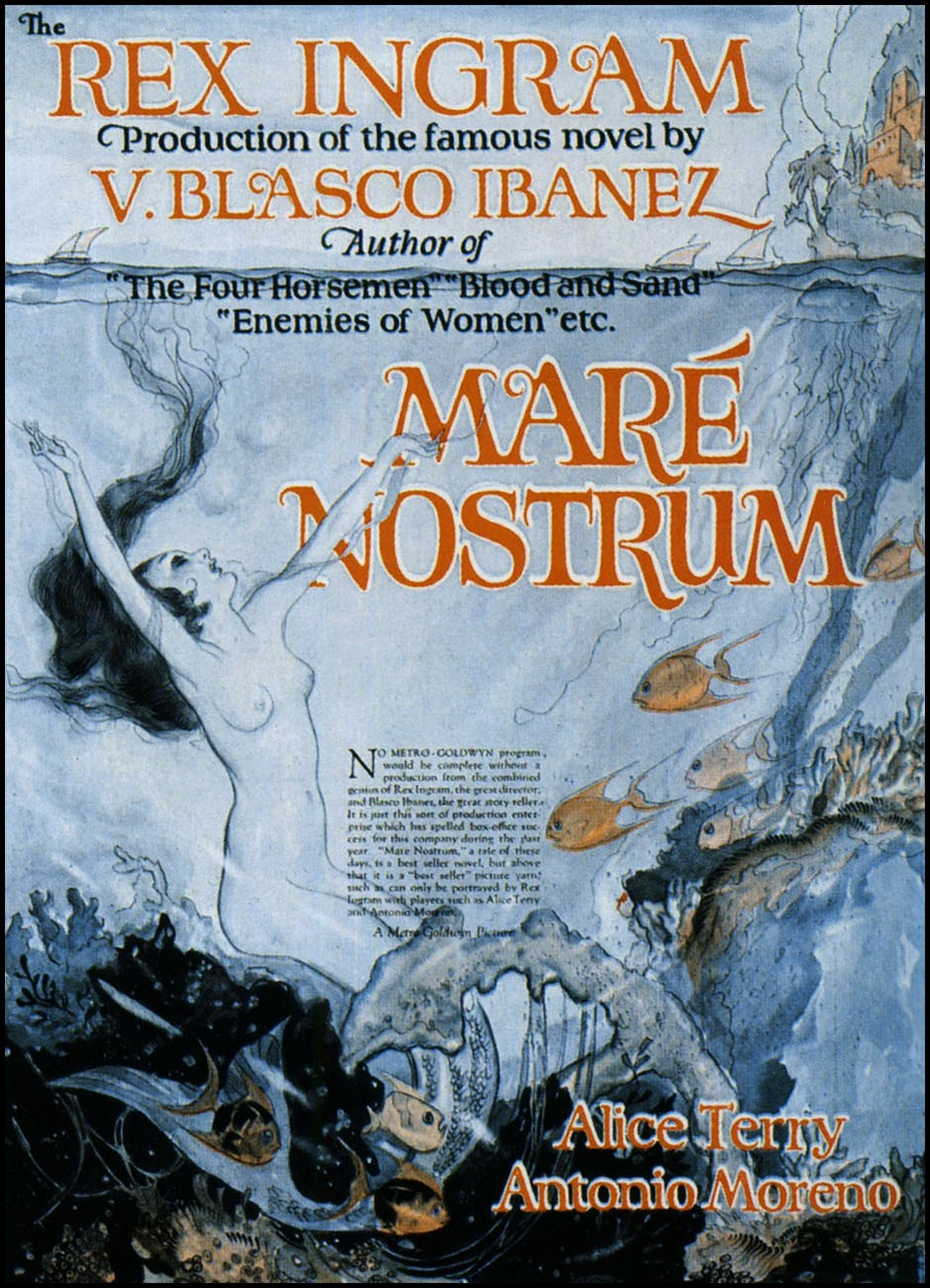
Affiche du film

Pour les articles homonymes, voir Mare nostrum (homonymie).
Mare Nostrum  est un film d'espionnage américain réalisé par Rex Ingram et sorti en 1926. Il est adapté du roman du même nom de Vicente Blasco Ibáñez paru en 1918.

## Synopsis
Pendant la Première Guerre mondiale, un marchand espagnol se retrouve en relation avec un espion, poursuivi par un sous-marin allemand, l'U-35.

## Fiche technique
- Réalisation : Rex Ingram
- Scénario : Willis Goldbeck d'après le roman Mare Nostrum de Vicente Blasco Ibáñez
- Production : Rex Ingram
- Musique : William Axt
- Photographie : John F. Seitz
- Montage : Grant Whytock
- Distributeur : MGM
- Durée : 102 minutes
- Date de sortie :
  - États-Unis : 15 février 1926

## Distribution
- Alice Terry : Freya Talberg
- Antonio Moreno : Ulysses Ferragut
- Apollon (Louis Uni) : The Triton
- Álex Nova : Don Esteban Ferragut
- Kada-Abd-el-Kader : Ulysses jeune
- Hughie Mack : Caragol

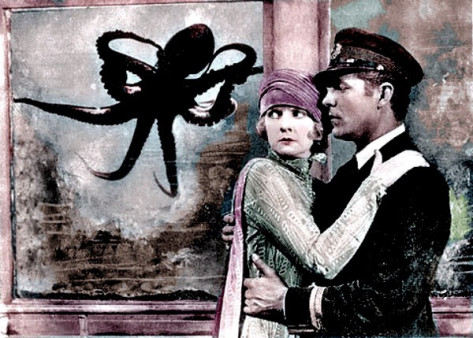
Alice Terry et Antonio Moreno.

- Mickey Brantford : Esteban Ferragut
- Mademoiselle Kithnou : Dona Cinta
- Rosita Ramírez : Pepita, nièce d'Ulysses
- Frédéric Mariotti : Toni
- Pâquerette : Docteur Fedelmann
- Fernand Mailly : Comte Kaledine
- Andrews Engelmann

## Production
Le film a été tourné à Barcelone, Naples, Marseille, aux Studios de la Victorine et à Pompéi, et le tournage a duré 15 semaines.